# Barjas
Barjas è un comune spagnolo di 368 abitanti situato nella comunità autonoma di Castiglia e León.